# Гильтебрандт, Иван Фёдорович
Ива́н (Иоганн Конрад) Фёдорович Гильтебра́ндт (Johann Konrad Hiltebrandt; 25 июня (7 июля) 1806 — 7 (19) октября 1859, Москва) — российский медик, профессор Московской медико-хирургической академии (также исполнял должность профессора в Московском университете), действительный статский советник, сын профессора Фёдора Андреевича Гильтебрандта.

## Биография
Общее образование получил в Петровской лютеранской школе, 4 (16) ноября 1818 года поступил в своекоштные студенты Московского университета. Проведя 2 года на словесном отделении, он перешёл на физико-математический факультет и дважды был награждён медалями за сочинения на анатомические темы: 5 (17) июня 1821 г. — серебряной, а 4 (16) июля 1823 г. — золотой.
Пробыв ещё пять лет на врачебном отделении, он окончил курс в 1827 году доктором. 13 (25) марта 1829 года после сдачи экзамена и защите диссертации утверждён доктором медицины. 2 (14) августа 1830 года назначен помощником профессора, заведующего хирургическим институтом. С 5 (17) октября 1830 заведовал холерной больницей при Московском университете. 14 (26) мая 1832 года для усовершенствования в хирургии отправлен на год за границу, откуда он вернулся 13 (25) марта 1833 года.
20 сентября (2 октября) 1833 года определён адъюнктом хирургической клиники Московского отделения Медико-хирургической Академии. Здесь в его обязанности входило обучение студентов производству операций на трупах. За отсутствием профессора Поля, Гильтебрандт исправлял должность профессора, читал студентам 4-го курса оперативную хирургию по руководству Соломона и Рклицкого. 3 (15) сентября 1838 года утверждён экстраординарным профессором в Академии.
Одновременно Гильтебрандт работал в Московском университете, куда был определён адъюнктом 12 (24) ноября 1833 года. С 1834—35 гг. преподавал, в тогдашней терминологии, акиургию, или «науку о кровавых хирургических операциях» (то есть об инвазивных хирургических вмешательствах) и обучал студентов операциям на трупах. С введением нового устава в 1836 г. назначен адъюнктом по оперативной хирургии, хирургической анатомии и практическим упражнениям в хирургической клинике при профессоре Иноземцеве.
В 1838/39 г., кроме клинических занятий, читал общую акиургию, учение об операциях малой хирургии, об операциях аневризм и об ампутациях; в 1839/40 г. исправлял должность профессора за отсутствием Иноземцева, в 1840/41 г. вернулся к прежним занятиям. 13 (25) мая 1842 г. утверждён в степени доктора медицины и хирургии. 31 декабря 1843 (12 января 1844) г. произведён в статские советники. В 1844 г. за отсутствием проф. Эвениуса преподавал офтальмологию и десмургию (часть хирургии, описывающая способы перевязки).
Уволен от должности в Академии по случаю её закрытия 1 (13) августа 1845 года. 26 сентября (8 октября) 1846 года уволен согласно прошению от службы в университете, а 7 (19) декабря 1846 года утверждён помощником главного доктора Московского военного госпиталя.
Гильтебрандт был в числе первых русских хирургов, начавших применять различные методы обезболивания. В Московском военном госпитале он с успехом произвёл ряд операций (ампутация голени и др.) под хлороформным и эфирным наркозом: эти операции были отмечены Н. И. Пироговым.
11 (23) апреля 1847 года Гильтебрандт назначен инспектором фельдшерской школы при Воспитательном доме. В 1854 г. прикомандирован к образцовому госпиталю и к штаб-доктору резервных войск в Москве. В 1855 г. уволен от службы по ведомству Опекунского Совета; вышел в отставку в 1857 г.
Умер 7 (19) октября 1859 г. Погребён на Введенском кладбище (2 уч.).

## Семья
Женат был на Елене Ипполитовне Ланг. Их дети:
- Фёдор (1837—?)
- Елизавета (1840—1855)
- Ипполит (1843—?)
- Елена (1845—?), в замужестве Строльман
- Зинаида (1847—?)
- Иван (1849—?)
- Владимир (1851—?)

## Опубликованные труды
Перевёл с немецкого труды И. Юнгкена «Руководство к исследованию болезней глаза и диагностические таблицы его воспалений» (М. 1836) и «Учение о глазных болезнях» (2 ч.; 1-е изд. — М. 1841; 2-е изд. — М. 1858).
Напечатал свою монографию: «О распознавании и лечении аневризм и об операции перевязывания артерии» (M. 1842).